# Cantone di Bâgé-le-Châtel
Il Cantone di Bâgé-le-Châtel è stato un cantone francese dell'arrondissement di Bourg-en-Bresse con capoluogo Bâgé-le-Châtel.
A seguito della riforma approvata con decreto del 13 febbraio 2014, che ha avuto attuazione dopo le elezioni dipartimentali del 2015, è stato soppresso.

## Composizione
Comprendeva 10 comuni:
- Asnières-sur-Saône
- Bâgé-la-Ville
- Bâgé-le-Châtel
- Dommartin
- Feillens
- Manziat
- Replonges
- Vésines
- Saint-André-de-Bâgé
- Saint-Laurent-sur-Saône